# Csakvarotherium
Csakvarotherium es un género extinto de jiráfidos. Fue nombrado por primera vez por Kretzoi en el año 1930.